# Trakische Universität Stara Sagora
Die Trakische Universität Stara Sagora (bulgarisch Тракийски университет) ist eine technische Universität in der bulgarischen Stadt Stara Sagora. Die Universität ist Mitglied im Netzwerk der Balkan-Universitäten (Albanien, Bosnien-Herzegowina, Bulgarien, Griechenland, Kosovo, Kroatien, Rumänien, Serbien, Slowenien, Türkei, Mazedonien, Moldau, Montenegro).

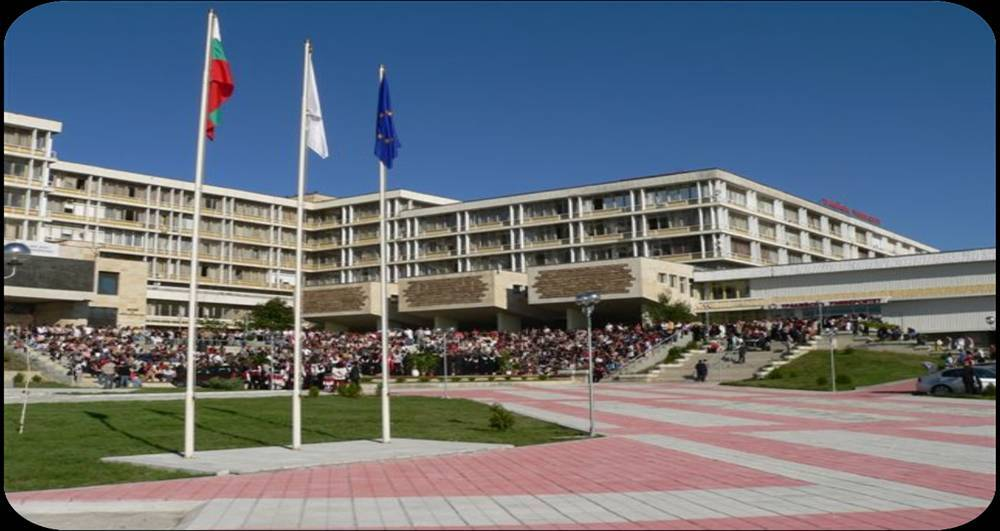

## Fakultäten
- Agrar-Fakultät
- tierärztliche Fakultät
- medizinische Fakultät
- ökonomische Fakultät
- erziehungswissenschaftliche Fakultät
- Fakultät für Ingenieurwissenschaften und Technik Jambol
- Abteilung für Informations-Service und Lehrer Training